# São Pedro Acorrentado (título cardinalício)
São Pedro Acorrentado ou São Pedro em Cadeia (em latim, Sancti Petri ad vincula) é um título cardinalício instituído em torno do século V, um dos mais antigos documentados, pelo Papa Símaco, na igreja construída pela imperatriz Licínia Eudóxia na morte de seu marido, o imperador Valentiniano III. O título foi mencionado entre os presentes no Sínodo romano de março de 499. A igreja ao qual foi anexada recebeu uma nova consagração em 555 pelo Papa Pelágio I.
No Liber Pontificalis, para biografias dos Papas Adriano I e Leão III, o título é chamado para Eudoxiae Vincula. Sua igreja titular é San Pietro in Vincoli.